# West Adelaide Soccer Club
Maillots
West Adelaide Soccer Club est un club australien de football basé à Adélaïde, en Australie-Méridionale. Il joue actuellement en championnat régional d'Australie-Méridionale (3e division australienne).

## Histoire
Le club se forme en 1962 par le rapprochement entre les clubs de West Adelaide Soccer Club (créé en 1910) et l'Hellenic Athletic & Soccer Club (fondé en 1945 en tant que Olympic Soccer Club) qui a été banni de la fédération d'Étrat en raison du comportement violent de ses supporters. Jouant sous le nom de West Adelaide Hellas, l'équipe est soutenue par la communauté grecque de la région et devient rapidement une des meilleures formations du championnat d'État d'Australie-Méridionale, remportant six titres entre 1966 et 1976. Le club rejoint la National Soccer League en tant que membre fondateur, dès 1977 et remporte le titre de champion dès la saison suivante, avec un seul point d'avance sur Sydney City SC.
Entre 1979 et 1986, le club participe à la National Soccer League, sans avoir de résultats probants, avec pour meilleure performance une 7e place obtenue à l'issue de la saison 1979. L'équipe manque à plusieurs reprises les play-off de fin de saison et devient un des clubs candidats à la relégation en championnat d'État lorsque la NSL repasse à un système à poule unique. Trois saisons passées en Championnat d'Australie du Sud s'écoulent et le club retrouve le plus haut niveau pour la saison 1989-1990. L'euphorie est de courte durée puisque la 13e place au classement final entraîne à nouveau la relégation en championnat régional.
Une nouvelle fois, le club parvient à réintégrer la NSL très vite puisqu'il ne reste en championnat régional qu'une seule saison. Lors de la saison 1991-1992, le club finit à l'avant-dernière place mais évite le système de promotion-relégation est suspendu cette année-là. Ce repêchage inespéré va marquer un renouveau du club et marquer les débuts de bons résultats puisque West Adelaide se qualifie pour les play-off lors des trois championnats disputés par la suite, sans jamais réussir à décrocher un nouveau titre de champion. À l'issue de la saison 1998-1999, la situation financière du club est très critique et provoque la disparition du club.
En 2008, alors que l'équipe junior a continué à exister, une équipe senior est remise en place au sein du club. Elle dispute depuis le championnat régional d'Australie du Sud, coaché par l'ancienne star de l'équipe, Ross Aloisi.

## Palmarès
- Championnat d'Australie :
  - Vainqueur : 1978
- Coupe d'Australie de football :
  - Finaliste : 1981, 1986

## Grands joueurs
- Paul Agostino
- Stan Lazaridis
- Ross Aloisi
- Graeme Souness
- Steve Sumner
- Aleksandar Đurić